# Vartsalafärjan

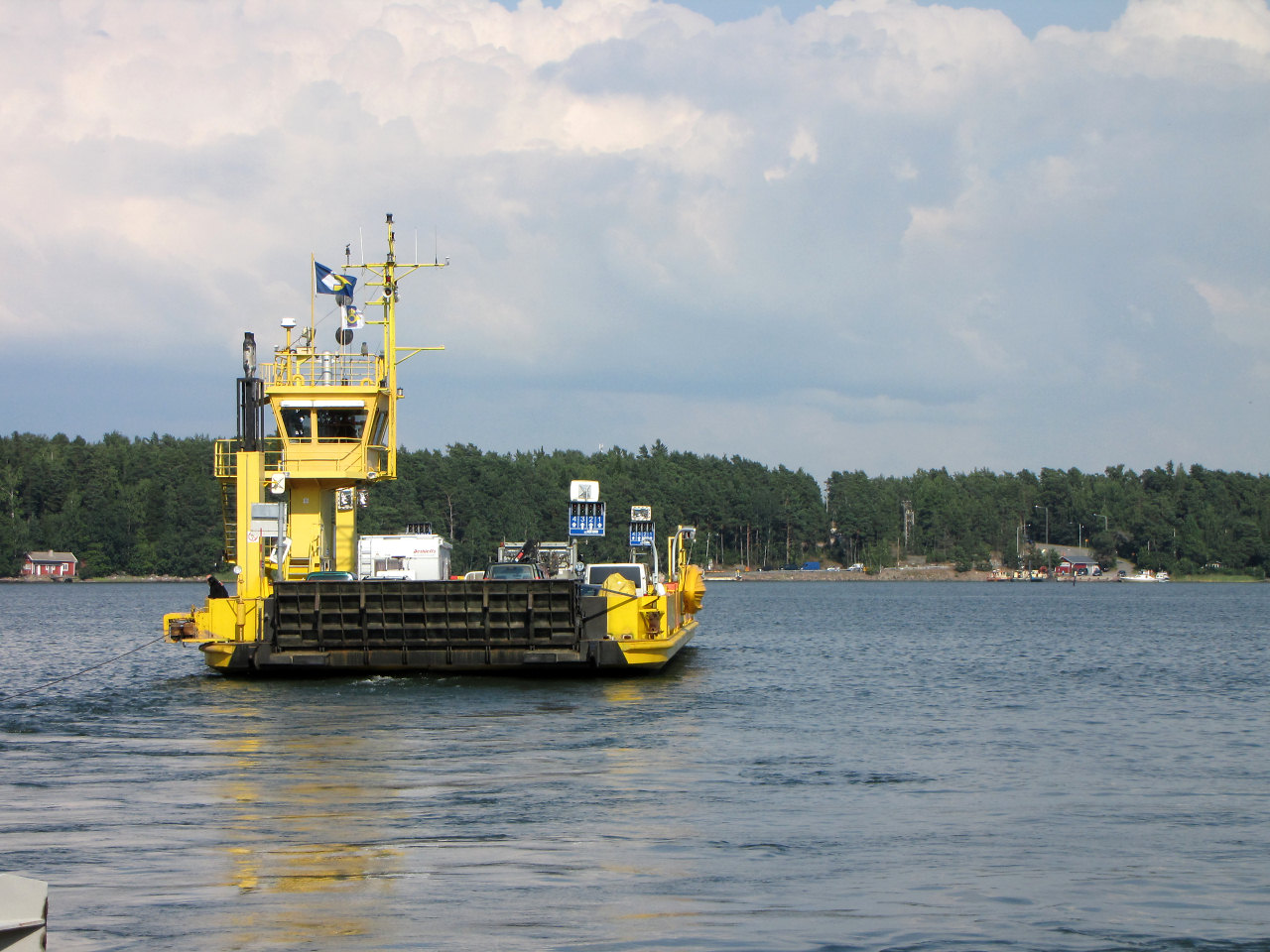
Färjan på väg till Gustavs. Foto från juli 2011.

Vartsala färjan är en linfärja (vajerfärja) som trafikerar mellan Vartsala och Gustavs i Finland. Färjeledens längd är 952 meter. Färjan ligger på regionväg 192 som leder från Reso till Osnäs, från vars västra ändstation det går färjeförbindelse med m/s Ådan till Brändö på Åland. 
Den nuvarande färjan är Lautta #317, som byggdes 2023 av CRIST S.A. i Gdynia, i Polen. L-317 är Finlands största linfärja med en lastkapacitet av 200 ton och plats för 52 personbilar. Färjan använder en virtualvajer istället för en traditionell styrvajer.